# Riomayor (Teverga)
Riomayor (Rimayor en asturiano y oficialmente) es una aldea del concejo asturiano de Teverga (España). Tiene una población de 2 habitantes (INE 2023).
Su geografía es escarpada, con potentes montañas y bellos bosques atlánticos. Su punto más alto es la Braña de Riomayor, la cual limita con la de Villamayor (localidad cercana al pueblo) y en la cual se pueden ver aún hoy las vacas típicas asturianas en plena libertad.
El pueblo data del siglo XVI, y entre sus edificios más emblemáticos destaca la ermita de Riomayor y la casa-posada de los curas (siglo XVIII). 

## Fiestas y tradiciones
Las fiestas locales se suelen celebrar el último fin de semana de mayo y su nombre característico son Fiestas del Niño.